# Stegana hypoleuca
Stegana hypoleuca är en tvåvingeart som beskrevs av Johann Wilhelm Meigen 1830. Stegana hypoleuca ingår i släktet Stegana och familjen daggflugor. Arten är reproducerande i Sverige. Inga underarter finns listade i Catalogue of Life.